# Vincent Voiture

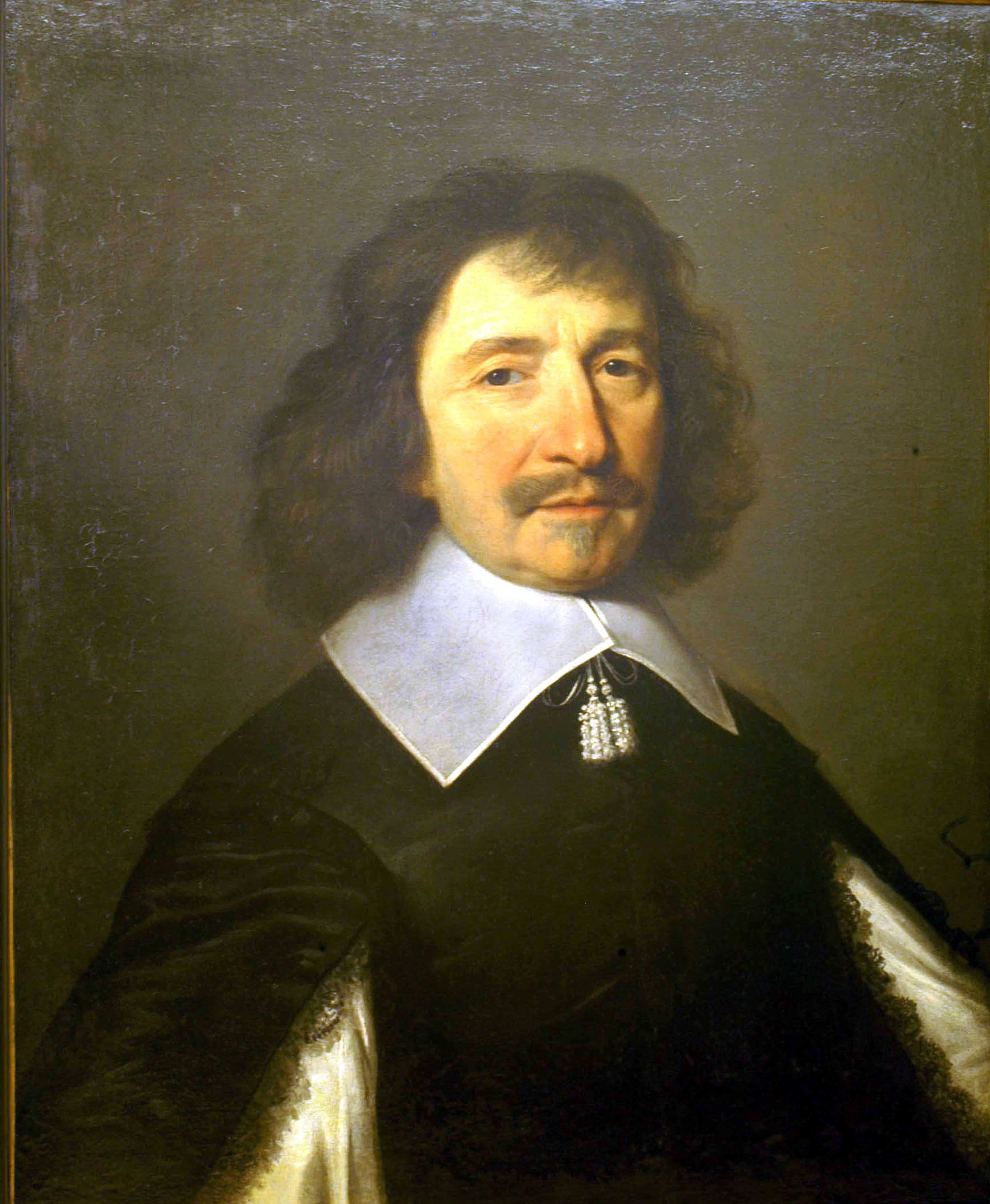
Vincent Voiture, geportretteerd door Philippe de Champaigne.

Vincent Voiture (Amiens, 24 februari 1597 - Parijs, 26 mei 1648) was een Frans dichter en prozaschrijver, voornamelijk van epistels en brieven. Hij was van bij de oprichting in 1634 lid van de Académie française.

## Leven en werk
Voiture was de zoon van een rijke wijnhandelaar uit Amiens die hofleverancier werd en hierdoor naar Parijs verhuisde. Hij volgde middelbaar onderwijs aan het Collège de Calvi, ook wel petite Sorbonne genoemd maar ging al spoedig naar het Collège de Boncourt, een toneelschool waar hij bevriend raakte met Claude de Mesnes. Het was in die periode dat hij zijn eerste gedichten in het Frans en het Latijn begon te schrijven. Zijn verzen vielen in de smaak van Gaston van Orléans, de broer van koning Lodewijk XIII en deze benoemde hem op 16-jarige leeftijd tot contrôleur général van zijn hofhouding. Enige tijd later kreeg hij zijn benoeming tot introducteur des ambassadeurs, in die tijd een belangrijke functie aan het hof.
Claude de Mesmes introduceerde Voiture in de Parijse literaire wereld en omstreeks 1625 werd hij toegelaten tot de literaire salon van Madame de Rambouillet waar hij opviel door zijn elegant taalgebruik waarmee hij het gezelschap wist te amuseren. Hij sloot er vriendschap met Julie d'Angennes, de dochter des huizes. Samen met François de Malherbe en Jean-Louis Guez de Balzac was hij er een pleitbezorger voor een hervorming van de Franse taal.
Voiture bleef in dienst van de hertog van Orléans en reisde in 1630 in diens gezelschap naar Lotharingen en de Languedoc. Zijn ervaringen beschreef hij in talrijke brieven en epistels die hij richtte aan zijn vrienden. Zijn naam als epistelschrijver was gemaakt. Nadien reisde hij naar Spanje en Portugal, waar hij onderhandelingen voerde in naam van de hertog.
Terug in Frankrijk, won hij het vertrouwen van kardinaal de Richelieu en werd bij de oprichting van de Académie française in 1634 een van de eerste leden ervan. Het jaar nadien schreef hij La Belle Matineuse, waarbij Voiture toetrad tot de schrijvers van de zogenaamde vers de société. Na de door de Fransen gewonnen Slag van Corbie in 1636 tijdens de Frans-Spaanse Oorlog volgde de volledige verzoening met de kardinaal na het schrijven van een uitgebreide brief die algemeen wordt beschouwd als zijn belangrijkste werk. In 1639 werd Voiture benoemd tot maître d'hôtel van de koning en in 1642 kwam hij in dienst van Claude de Mesmes, die op dat moment een belangrijk diplomaat was geworden. Ondertussen bleef Voiture regelmatig de literaire salons van Madame de Rambouillet bezoeken en bleef het gezelschap onderhouden met zijn verhalen en gedichten.
In 1647 was hij een van de centrale figuren in de controverse in de Parijse literaire wereld die was ontstaan in verband met zijn sonnet Uranie. Zijn aanhangers kwamen in botsing met de aanhangers van het Sonnet de Job van Isaac de Benserade. Uiteindelijk wonnen de aanhangers van Voiture het pleit. De uitbraak van La Fronde in 1648 maakte een einde aan de literaire carrière van Voiture, die kort nadien op 51-jarige leeftijd stierf.

## Werken
- Poème La Belle Matineuse, 1635
- Lettre sur la prise de Corbie, 1636
- Lettre de la carpe au brochet, 1643
- Épître à Monseigneur le Prince sur son retour d'Allemagne, 1645-1648
- Sonnet d'Uranie, 1647
- Poésies de M. de Voiture1650 (postuum)

## Verzameld werk
- Lettres de Voiture, 1729
- Lettres et poésies, door Abdolonyme Ubicini, 1855
- Poésies (2 delen), door H. Lafay, 1971